# Li Zhanshu
Li Zhanshu (en xinès  栗战书) (Pingshan 1950) polític xinès membre del Comitè Permanent del Politburó del Partit Comunista de la Xina (2017-) i President del Comitè Permanent de l'Assemblea Nacional Popular de la Xina (2018-).

## Biografia
Li Zhanshu va néixer el 30 d'agost de 1950 a Pingshan, província de Hebei al nord-est de la Xina, en una família de veterans i significats dirigents comunistes, però que amb motiu dels fets resultants de la Revolució Cultural van ser perseguits i empresonats. El seu oncle Li Zaiwan es va unir al Partit Comunista l'any 1927 però durant la Revolució va ser perseguit i mort; no va ser rehabilitat fins a l'any 1979 quan va ser nomenat màrtir revolucionari.
Li quan la Revolució vas tancar escoles i universitats va ser enviat a una comuna agrícola i no va poder començar estudiar fins al 1971. Va estudiar (1971-1972) a l'Escola de Comerç de Shijiazhuang la capital de Hebei i posteriorment a la Universitat Normal de Hebei (1980-1983), va fer un programa d'economia empresarial a l'Acadèmia Xinesa de Ciències Socials (1196-1998) i un MBA a l'Institut de Tecnologia de Harbin a la província de Heilongjiang (2005-06).
Es va incorporar al Partit Comunista Xinès l'any 1975.
Abans de dedicar-se a la política Li havia pensat en dedicar-se al periodisme i ha escrit poemes durant molts anys. Ha comentat que es un gran afeccionat a la boxa i s'ha declarat fanàtic de l'Òpera de Pequín.

## Càrrecs ocupats
Entre 1975 i 2012 ha ocupat diferents càrrecs polítics d'àmbit local i provincial, inicialment a Hebei (1972-1978),entre 1998 i 2010 Shaanxi i Heilongjiang, on va arribar a ser governador i a Guizhou (2010-2012). Se'l considera com un dels polítics de més confiança de Xi Jinping amb qui va coincidir a la província de Hebei, quan Xi ocupava càrrecs a Zhengding i Li a Wuji.
Des del 19è Congrés Nacional del Partit Comunista de la Xina (octubre de 2017) és un dels set membres del Comité Permanent del Politburó, càrrec que ja ocupava des del 18è Congrés.